# Franz Heise (Bildhauer, 1891)

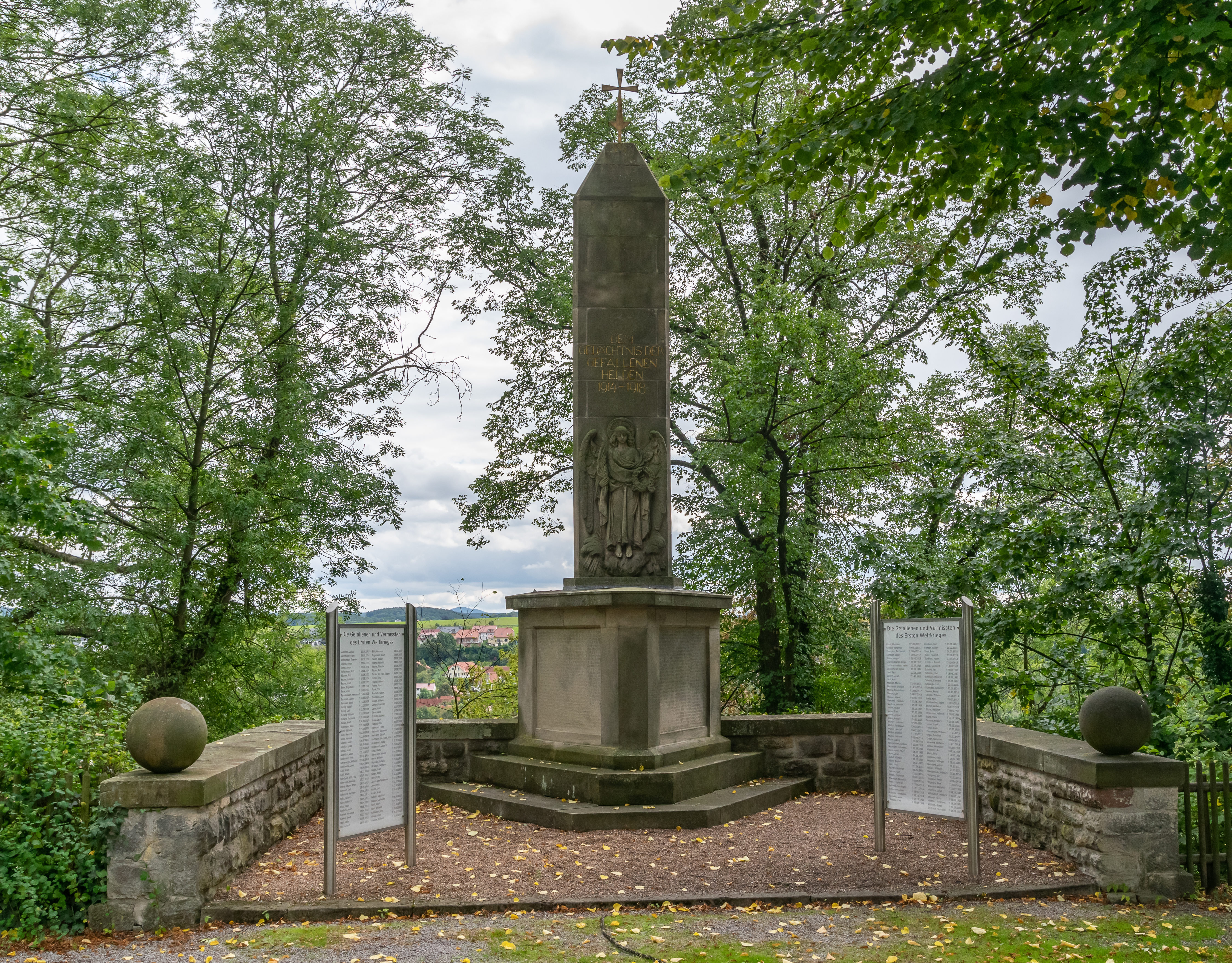
Ehrenmal für die Gefallenen des 1. Weltkriegs auf dem Burgfriedhof in Warburg

Franz Heise (geb. 1891 in Warburg; gestorben 1963 in Sao Paulo/Brasilien) war ein deutscher Bildhauer. 
Heise war Sohn des gleichnamigen Bildhauers Franz Heise. Er wurde durch seine Kriegerdenkmale bekannt. Die Liste der Baudenkmäler in Warburg verweist auf mehrere Werke Heises ebenso wie auf die seines Vaters und seines Bruders Karl Heise. Er schuf außerdem Kleinbronzen.

## Werke (Auswahl)
- 1921: Kriegerehrenmal auf den Ehrenfriedhof Germete, St. Georg-Straße
- 1922: Ehrenmal für die Gefallenen des Ersten Weltkrieges, auf dem Burgfriedhof in Warburg (zus. mit seinem Bruder Karl Heise)
- 1923: Ehrenmal aus Kruzifix und 14 Stelen, im Rimbeck-Friedhof in Warburg
- 1924: Kriegerdenkmal für die Gefallenen des Ersten Weltkrieges, Scherfede: Auf der Ricke 5a in Warburg
- 1925: Ehrenmal für Hermann Löns (1866–1914), im Scherfeder Wald in Warburg
- 1927: Ehrenmal für die Gefallenen, im Menne-Friedhof in Warburg